# 金井酒造店
株式会社金井酒造店（かねいしゅぞうてん）は、神奈川県秦野市にある清酒製造業を行う酒蔵である。主要銘柄は「白笹鼓」、「モーツァルト」。

## 概要
1868年（明治元年）創業。四代目蔵元 佐野秀朗の代で 越後杜氏 木曽久平を起用。現在も越後杜氏の技を引き継いだ日本酒づくりに取り組んでいる。現在の当時は秦野市出身の「米山和利」。
秦野市は「全国名水百選」にも選ばれており、金井酒造店でも地下100mから組み上げた地下水を醸造に利用。2023年からは、地産地消にも取り組み、地元の農家「株式会社 大地」との協業で、地元米を使った日本酒づくり「はだの酒米プロジェクト」を実施、「大地」「詩歌」の2種類の日本酒を販売開始。

代表銘柄「白笹鼓」の名称は、市内にある白笹稲荷神社境内の笹が風に吹かれて鳴る音を鼓の音に喩えたことに由来する。酒樽や御神酒は毎年同神社に奉納されている。

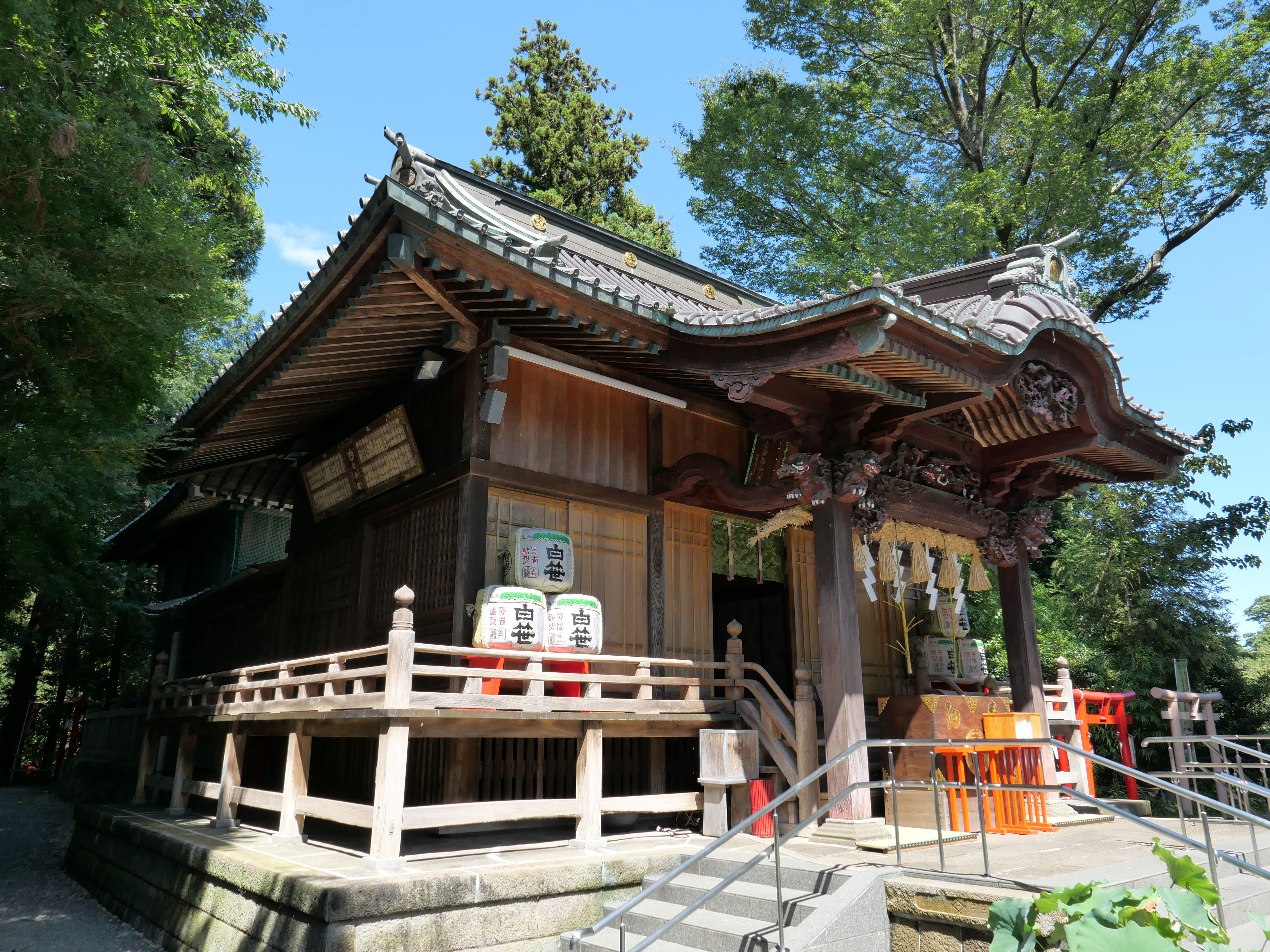
白笹稲荷神社拝殿に積まれた白笹鼓の酒樽、2024年撮影

## 代表銘柄
定番商品
- 白笹鼓（しらささつづみ）大吟醸／純米大吟醸など
- 白笹鼓 ヤマザケ　塔ノ岳／ヤビツ峠
- モーツァルトシリーズ ウメザケ（梅酒）

季節商品
- 黒笹Eden、Revive、Classic、Blackなど
- 碧笹
- ササノツヅミ 大地／詩歌

## 沿革
- 1868年（明治元年） - 創業 創業者は「佐野リキ」
- 1986年（昭和61年）- 現在の住所（秦野市堀山下）に蔵を移転。
- 2021年（令和3年） - 酒造部門を独立し 株式会社 金井酒造店を設立 くじらキャピタルが酒造事業を取得[7]。
- 2023年（令和5年） - 「株式会社ココハダLAB」が全株式を譲渡をうける[8]。
- 2024年（令和6年） - 秦野市で作った酒米で醸造する日本酒「大地」「詩歌」を発売。

## 近年の活動／受賞歴
- 2020年（令和2年）
  - 東京国税局酒類鑑評会 清酒燗酒部門、清酒純米燗酒部門 優等賞[9]
  - 全国新酒鑑評会 入賞[10]
- 2021年（令和3年） - 全国新酒鑑評会 入賞[11]
- 2022年（令和4年） - 全国梅酒品評会2022日本酒梅酒部門 銀賞[12]
- 2023年（令和5年） - 東京国税局酒類鑑評会 清酒純米燗酒部門 優等賞[9]
- 2024年（令和6年） - 東京国税局酒類鑑評会 清酒純米燗酒部門 優等賞（首席）／清酒燗酒部門 優等賞[9]